# Line Berggren Larsen
Line Berggren Larsen (* 30. Oktober 1998) ist eine dänische Handballspielerin, die dem Kader der dänischen Beachhandballnationalmannschaft angehört.

## Karriere
Line Berggren Larsen gehörte schon während ihrer Zeit in der A-Jugend zusätzlich dem Kader der Damenmannschaft von EH Aalborg an, die damals in der zweithöchsten dänischen Spielklasse antrat. 2018 stieg sie mit Aalborg in die höchste dänische Spielklasse auf. In der Saison 2018/19 erzielte die Rückraumspielerin in 26 Erstligapartien insgesamt 98 Treffer. In der darauffolgenden Spielzeit bestritt die Rechtshänderin aufgrund eines Bänderrisses im Daumen und des Saisonabbruchs aufgrund der COVID-19-Pandemie lediglich 17 Ligaspiele, in denen sie 88 Tore warf. Da sich EH Aalborg zum Zeitpunkt des Saisonabbruchs auf dem letzten Tabellenplatz befand, musste die Mannschaft absteigen. Daraufhin unterschrieb sie einen ab der Saison 2020/21 gültigen Vertrag beim dänischen Erstligisten Aarhus United. Zwei Spielzeiten später schloss sie sich dem Ligakonkurrenten Skanderborg Håndbold an. Im Sommer 2024 kehrte sie zu Aarhus United zurück. Im Sommer 2025 schloss sie sich dem dänischen Erstligisten København Håndbold an.
Line Berggren Larsen lief 5-mal für die dänische Jugendnationalmannschaft sowie 18-mal für die dänische Juniorinnennationalmannschaft auf. Mit der Jugendnationalmannschaft nahm sie am Europäischen Olympischen Sommer-Jugendfestival 2015 teil, bei dem sie sich im Finale der russischen Auswahl mit 20:21 geschlagen geben musste.
Seit 2019 gehört Line Berggren Larsen dem Kader der dänischen Beachhandballnationalmannschaft an, für die sie bislang in 52 Länderspielen 489 Punkte erzielte. Während der Beachhandball Euro 2019 gab sie am 2. Juli 2019 ihr Debüt für die Nationalmannschaft. Im Turnierverlauf wurde sie in jedem Spiel eingesetzt und gewann die Goldmedaille. Zwei Jahre später erreichte sie erneut das Finale der Beachhandball Euro, das Deutschland gewann. Bei der Beachhandball-Weltmeisterschaft 2022 belegte sie mit der dänischen Auswahl den fünften Platz. Larsen erzielte im Turnierverlauf 91 Punkte. 2023 gewann Berggren Larsen mit der dänischen Beachauswahl die Goldmedaille bei den Europaspielen. Bei der Beachhandball-Weltmeisterschaft 2024, die Dänemark auf dem vierten Platz abschloss, wurde sie mit dem MVP-Titel ausgezeichnet.